# Preußische T 4

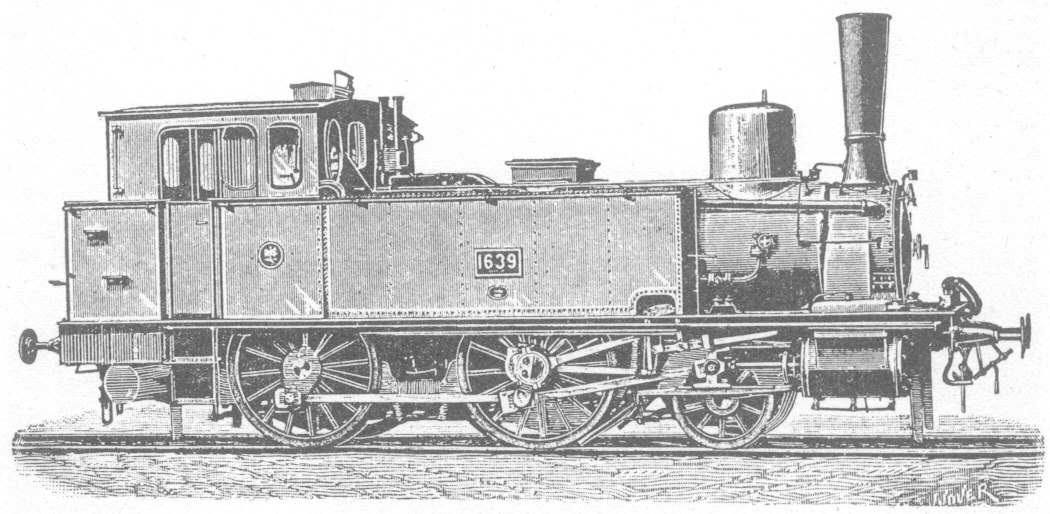
Preußische T4 Bauart Hannover mit der Nummer 1639, gebaut 1888 von Hanomag

In der Gattung T 4 der Preußischen Staatseisenbahnen wurden mehrere Bauarten von untereinander ähnlichen Personenzugtenderlokomotiven mit einer Treibachse, einer Kuppelachse und einer Laufachse zusammengefasst.

## Frühe Bauarten
Die T 4 waren Tenderdampflokomotiven mit einer vorderen Laufachse und zwei angetriebenen Achsen. Sie wurden hauptsächlich im Berliner Vorortverkehr eingesetzt, waren aber auch in Hamburg und Magdeburg im Einsatz. Als die T 4 für den Vorortverkehr zu schwach wurden, änderte sich ihr Einsatzgebiet auf den Nebenbahnverkehr. Die verschiedenen Bauarten – Moabit-Typ, Bauart Magdeburg, Bauart Altona, 2. Berliner Form und die in die Normalien aufgenommene T 4.1 – waren sich sehr ähnlich und unterschieden sich nur in Details. Sie waren alle Nassdampflokomotiven mit vor der Laufachse liegenden Zylindern.

### Moabit-Typ
Diese erste Variante wurde 1882 von Borsig gebaut. Sie war nach der letzten Lokomotive dieser Serie benannt, da alle Lokomotiven Namen getragen hatten. Drei Lokomotiven wurden in Berlin, die anderen drei in Hamburg eingesetzt. Sie besaßen einen Dampfdom und hatten einen Kesseldruck von 10 bar. Sie wurden bis 1913 ausgemustert.

### Bauart Altona
Von diesem Typ wurden 1888 zehn Lokomotiven von der Union Gießerei in Königsberg (Ostpreußen) gebaut. Sie hatten eine seitenverschiebbare Adamsachse, waren aber sonst weitgehend mit dem Moabit-Typ baugleich und wurden mit diesem zusammen in Hamburg und Berlin eingesetzt.

### Bauart Magdeburg
Die Lokomotiven der Bauart Magdeburg wurden 1884 von Borsig (zehn Stück) und 1888 von Henschel (vier Stück) gebaut. Sie hatten einen Kesseldruck von 12 bar und ein größeres Fassungsvermögen der Wasserbehälter. Sie wurden im Berliner und Magdeburger Vorortverkehr eingesetzt. Bei der zweiten Bauserie entfiel der Dampfdom.

### Berliner Form
Im Unterschied zur 1. Berliner Form (siehe Preußische T 2) war die 2. Berliner Form eine Entwicklung aus dem Moabit-Typ. Hiervon wurden von 1888 bis 1893 68 Maschinen gebaut. Die ersten sechs Maschinen wiesen einen Kesseldruck von 10 bar und eine seitenverschiebbare Adamsachse auf, der Rest eine starre Laufachse und einen Kesseldruck von 12 bar. Alle hatten gegenüber den vorigen Bauarten vergrößerte Wasser- und Kohlebehälter.
| T 4 (Preußen)              | T 4 (Preußen) | T 4 (Preußen) | T 4 (Preußen)    | T 4 (Preußen)     |
|                            | Moabit-Typ    | Bauart Altona | Bauart Magdeburg | Berliner Form     |
| -------------------------- | ------------- | ------------- | ---------------- | ----------------- |
| Anzahl:                    | 6             | 10            | 14               | 68                |
| Hersteller:                | Borsig        | Union         | Borsig, Henschel | Henschel, Hanomag |
| Baujahr(e):                | 1882          | 1888          | 1884ff.          | 1884ff.           |
| Ausmusterung:              | 1913          | 1924          | 1924             | 1924              |
| Achsformel:                | 1B            | 1’B           | 1B               | 1B                |
| Spurweite:                 | 1.435 mm      | 1.435 mm      | 1.435 mm         | 1.435 mm          |
| Länge über Puffer:         | 9.780 mm      | 9.980 mm      | 9.980 mm         | 10.003 mm         |
| Dienstmasse:               | 40,7 t        | 41,0 t        | 43,3 t           | 43,2 t            |
| Reibungsmasse:             | 27,0 t        | 28,6 t        | 27,9 t           | 28,8 t            |
| Radsatzfahrmasse:          | 13,5 t        | 14,3 t        | 14,0 t           | 14.4 t            |
| Höchstgeschwindigkeit:     |               |               |                  |                   |
| Treibraddurchmesser:       | 1.514 mm      | 1.590 mm      | 1.530 mm         | 1.594 mm          |
| Laufraddurchmesser (vorn): | 1.094 mm      | 1.170 mm      | 1.000 mm         | 974 mm            |
| Zylinderdurchmesser:       | 420 mm        | 420 mm        | 420 mm           | 420 mm            |
| Kolbenhub:                 | 610 mm        | 610 mm        | 610 mm           | 610 mm            |
| Kesselüberdruck:           | 10 bar        | 10 bar        | 12 bar           | 12 bar            |
| Rostfläche:                | 1,37 m²       | 1,37 m²       | 1,37 m²          | 1,37 m²           |
| Verdampfungsheizfläche:    | 90,67 m²      | 84,80 m²      | 84,80 m²         | 90,50 m²          |
| Bremse:                    |               |               |                  |                   |

## T 4 Bauart Hannover
Die T 4 der Bauart Hannover wies ähnliche Baumerkmale wie die T 4.3 auf. Der Zylinder lag zwischen der Laufachse und dem ersten Kuppelradsatz, der Antrieb wirkte auf die zweite Kuppelachse. Die Laufachse war als seitenverschiebbare Adamsachse ausgeführt. Die Lok hatte einen zwischen den Rahmen liegenden Wasserkessel, eine äußere Allansteuerung und einen kleinen Reglerkopf.
Es wurden in den Jahren von 1885 bis 1890 insgesamt 24 Lokomotiven dieses Typs hauptsächlich von Hanomag, aber auch von Henschel und Hartmann gebaut. Die Lokomotiven waren für den Vorortverkehr von Hannover, Danzig und Kassel vorgesehen. Später wurden sie auch im Güterzug-, Rangier- und Nebenbahndienst eingesetzt. Sie wurden vor 1923 ausgemustert. 

## T 4.1
Um zu einer Vereinheitlichung zu kommen, wurde von der Preußischen Staatsbahn ein Musterblatt aufgestellt, nach dem in den Jahren 1890 bis 1899 insgesamt 169 Lokomotiven der T 4.1 geliefert wurden, davon gingen zwei an die Königlich Preussische Militär-Eisenbahn. Es handelte sich hierbei um einen Weiterbau der Berliner Form ohne Dampfdom mit einem Kesseldruck von 12 bar. Die Lokomotiven wurden bis 1913 im Vorortbahnverkehr von Berlin und auch anderen Städten eingesetzt, dann aber, als leistungsstärkere Maschinen zur Verfügung standen, in den Nebenbahndienst abgegeben.
Auch die Reichseisenbahnen in Elsaß-Lothringen stellten zehn T 4.1 in Dienst, die alle 1899 von Henschel geliefert worden waren. Sie trugen zuerst die Bezeichnung D 28, ab 1906 T 6 und ab 1912 T 4. Der Einsatz erfolgte im leichten Personenzugdienst. Die Lokomotiven wurden bis 1933 ausgemustert.
Die Eutin-Lübecker Eisenbahn bezog in den Jahren von 1892 bis 1908 acht T 4.1 von Henschel. Abweichend von der preußischen Bauart besaßen sie einen Dampfdom. Die Lokomotiven wurden sowohl im Personenzug- wie auch im Güterzugdienst eingesetzt. Eine der Lokomotiven, die 1924 auf Heißdampf umgebaut worden war, kam nach der Verstaatlichung dieser Bahn 1941 als 70 201 zur Deutschen Reichsbahn. Von dieser wurde sie 1944 verkauft.
Die Deutsche Reichsbahn nahm noch eine Lokomotive der Bauart Magdeburg als 70 7001, eine der Bauart Altona als 70 7004, und neun der Berliner Bauform als 69 7001, 69 7002, 70 7002, 70 7003 und 70 7012–7016 in ihren Umzeichnungsplan von 1923 auf. Für die T 4.1 waren noch die Reichsbahnnummern 70 7005–7011, 70 7017–7033 und 70 7036–7038 vorgesehen. Bis 1925 waren aber alle Lokomotiven ausgemustert. Eine Reichsbahnnummer hat nur noch die 70 7007 als Werklokomotive in Meiningen getragen.
Eine T 4.1 ist – allerdings durch einen Umbau stark verändert – im Eisenbahnmuseum in Warschau vorhanden.

## T 4.2
Die T 4.2 der Preußischen Staatseisenbahnen war eine Tenderlokomotive mit zwei angetriebenen Achsen und einer hinteren Laufachse für den Einsatz auf Nebenbahnen. Sie beruhte auf einer Bauart der Bergisch-Märkischen Eisenbahn-Gesellschaft von 1868. Von dieser unterschied sie sich in einigen Abmessungen und auch im Aussehen. Hinter dem Führerhaus befand sich der Kohlenbunker. Der Kessel war in der Bauart Crampton ausgeführt. Die Gewichtsbremse wurde kurz nach Indienststellung durch Druckluftbremsen ersetzt. In den Jahren von 1889 bis 1897 wurden insgesamt 63 Lokomotiven dieses Typs von Henschel und Schichau gebaut. Ein Teil der Lokomotiven war auch als T 2 bezeichnet worden.
Von der Deutschen Reichsbahn wurde 1923 nur noch eine Lokomotive als 69 7003 in ihren Umzeichnungsplan aufgenommen, aber bis 1925 ausgemustert.
Die Deutsche Reichsbahn in der DDR erhielt durch die Verstaatlichung der Privatbahnen 1950 eine T 4.2 als 69 6101 in ihren Bestand. Diese Lokomotive wurde 1951 ausgemustert.

## T 4.3
Die drei Lokomotiven der T 4.3 wurden 1898 von Schichau für die Preußischen Staatseisenbahnen gebaut. Sie waren für den Einsatz auf der kurvenreichen Werrabahn vorgesehen. Obwohl von diesem Typ nur drei Lokomotiven hergestellt wurden, hat die Preußischen Staatseisenbahnen dafür ein eigenes Musterblatt aufgestellt. Die T 4.3 hatte mit 4.800 mm den größten Radstand aller Modelle der T 4. Bei ihr waren die Laufachse und die erste Kuppelachse in einem Krauss-Helmholtz-Lenkgestell zusammengefasst. Zudem verfügte sie über eine Steuerung vom Typ Heusinger. Später befuhren die Lokomotiven auch die Unstrutbahn und die Strecke Coburg–Rodach.
Die Deutsche Reichsbahn sah in ihrem Umzeichnungsplan noch die Umzeichnung von zwei Lokomotiven in 70 7034 und 70 7035 vor, sie wurden aber noch 1923 ausgemustert.